# Carle Naudot
Carle Naudot (26. února 1880, Pertuis – 27. července 1948, Arles byl francouzský designér, fotograf a etnolog.

## Životopis
Charles Naudot se narodil v Pertuis v únoru 1880 do rodiny železničního mechanika. V roce 1898 pracoval v dílnách železnice Arles, poté se stal kotlářem, poté konstruktérem ve společnosti Solvay v Salin-de-Giraud a nakonec vedoucím konstrukční kanceláře. V roce 1906 se oženil s Joséphinou Yonnet, dcerou manadiera Christophe Yonnet, s nímž měl dvě dcery, Nerto narozené v roce 1910 a Esterello v roce 1922.
Zamiloval se do oblasti Camargue, kde se usadil a žil až do roku 1943. Právě tam si Charles svojil své nové jméno v provensálštině Carle, dit Lou Camarguen.
Stal se členem Félibrige (provensálské literární hnutí), působil jako restaurátor pro Antique Confrérie des Gardians, zvláštní asistent Salina na radnici v Arles, tvůrce býčího klubu Salin-de-Giraud v roce 1901 a člen Francouzské etnografické společnosti, veškerý svůj volný čas věnoval životu dolního Camargue a šíření regionální kultury. Toto spojení mu vyneslo v roce 1977 posmrtné vydání díla Camargue et Gardians, které dokončil ještě před svou smrtí v roce 1948. Jeho rodina požádala regionální přírodní park Camargue o publikování tohoto rukopisu. Carle si uvědomoval mizení světa, především etnologických tradic a hodnot, chtěl vzdát hold svému tchánovi a práci gardisty a shromažďoval všechny informace z dolního Camargue i svědectví o tamním životě během první poloviny 20. století.
Jako amatérský fotograf nejprve zvečnil své příbuzné a obyvatele svého města Salin-de-Giraud. Prováděl etnografické sběratelské práce, které zahájil v roce 1912 ve spolupráci s Mariusem Lautierem, s nímž pracoval ve výzkumné kanceláři Solvay. Jeho skleněné desky ilustrují knihu Camargue a Gardians a jsou nyní uloženy v Camargue Museum. Naudotova sbírka obsahuje kolem 1900 skleněných desek pořízených v letech 1900 až 1948, které představují portréty, oslavy, krajiny, předměty nebo scény každodenního života. Zajímal se také o moderní svět, zejména o architekturu průmyslového stylu Salin-de-Giraud.

## Jeho díla
Carle Naudot přispěl jako autor kreseb a fotografií:
- Lou Seden. Folklore de Camargue, 1947
- Terro camarguenco (terre de Camargue), 1948
- Camargue et gardians. Folklore de Camargue, 1977

## Galerie
Fotografie ze sbírky Naudotových fotografií v Musée de la Camargue:

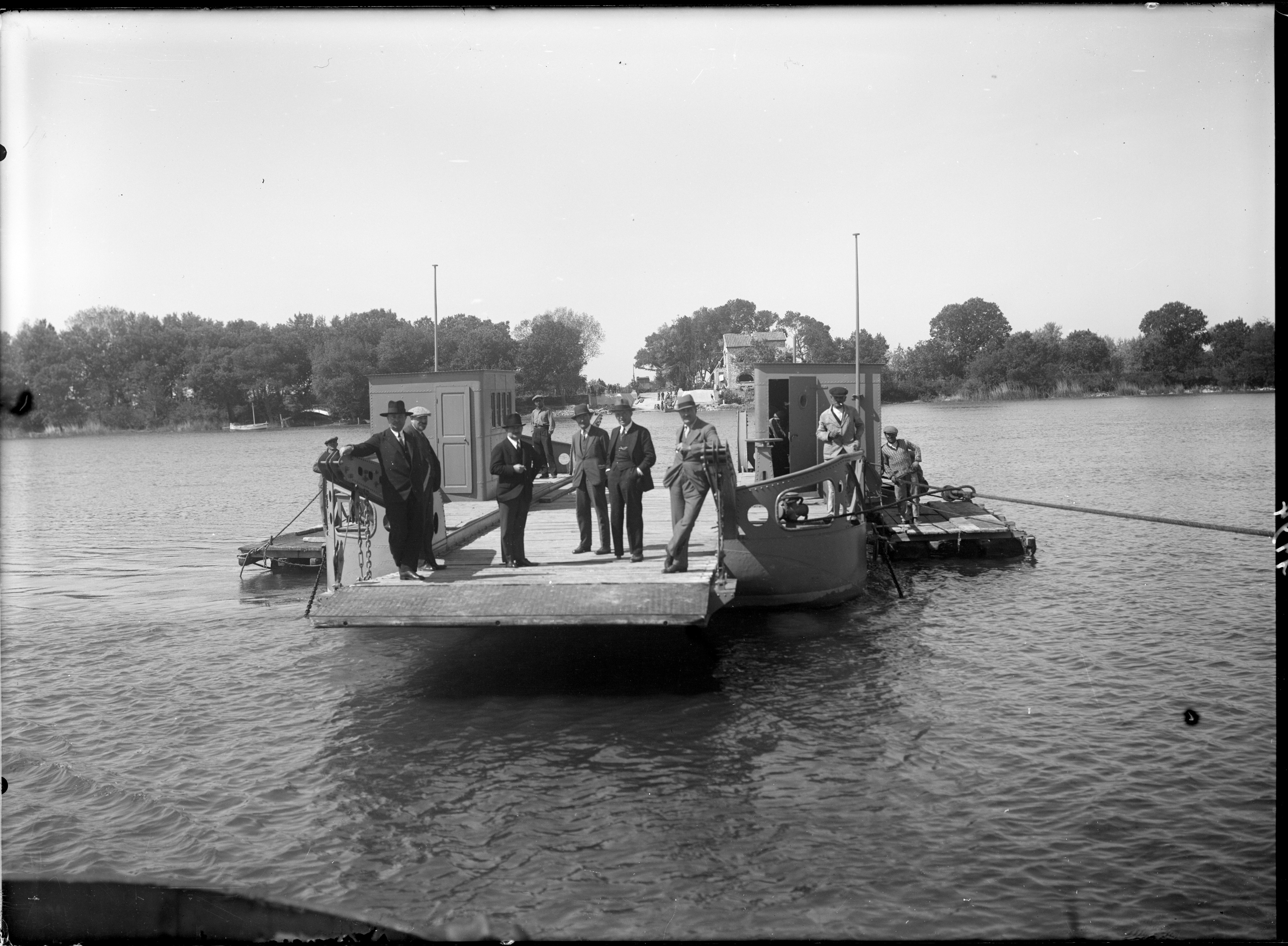
Příjezd nebo odjezd na Bois_François
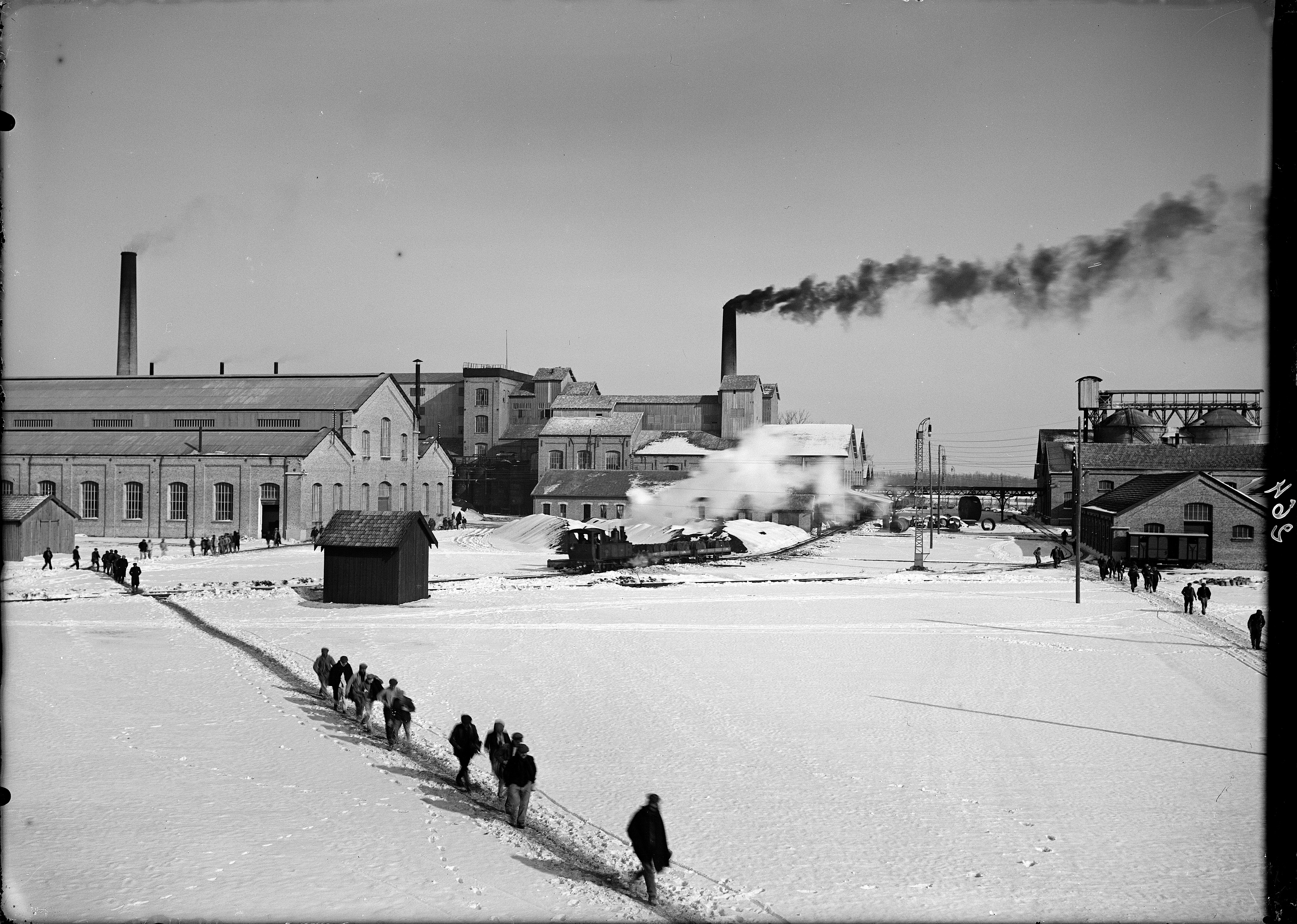
Dělníci odcházejí po cestě ve sněhu
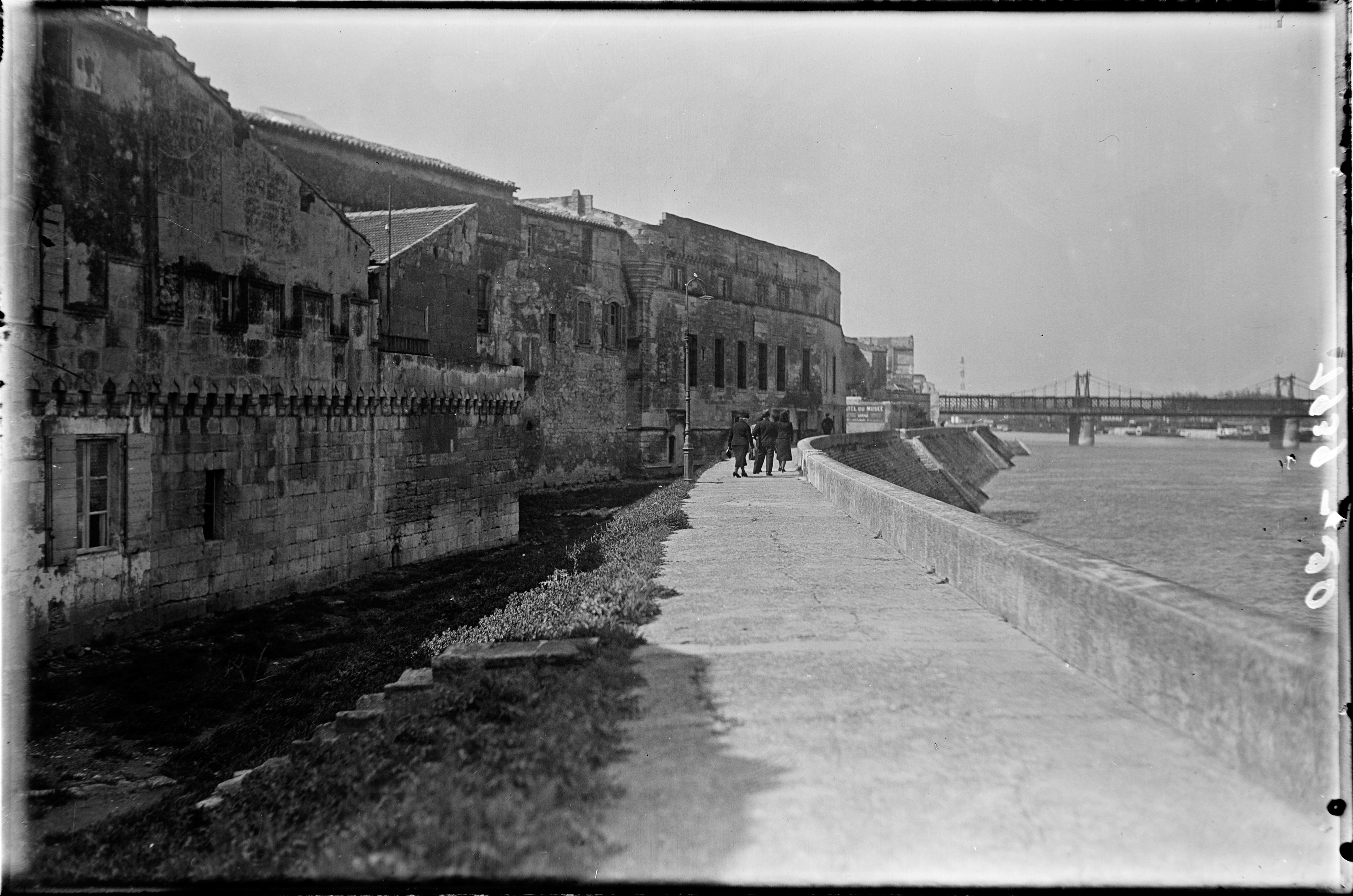
Přístaviště Grand Rhône
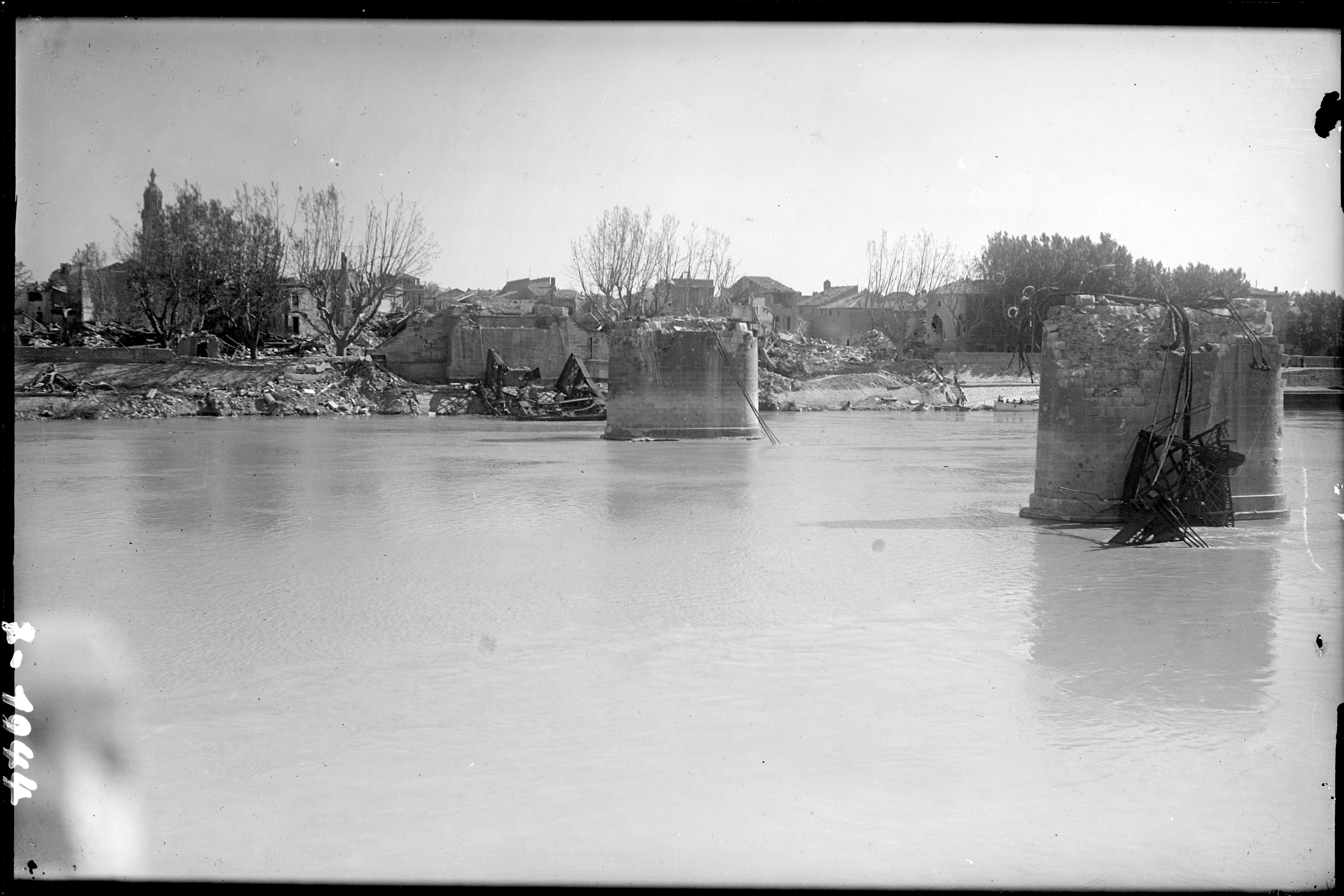
Zřícenina mostu Trinquetaille